# Helsem
Helsem este o localitate din comuna Stranda, provincia Møre og Romsdal, Norvegia.